# Epithele subfusispora
Epithele subfusispora är en svampart som först beskrevs av Burds. & Nakasone, och fick sitt nu gällande namn av Hjortstam & Ryvarden 2005. Epithele subfusispora ingår i släktet Epithele och familjen Polyporaceae.   Inga underarter finns listade i Catalogue of Life.